# Kanlaon
Kanlaon je nejvyšší hora ostrova Negros na Filipínách, vysoká 2465 m n. m. Je aktivním stratovulkánem, tvořícím součást pacifického Ohnivého kruhu. Od roku 1919 soptila devětadvacetkrát. Při výbuchu v srpnu 1996 zahynuli na úbočí sopky tři horolezci. Sopečnou činnost monitoruje filipínský vulkanologický ústav PHIVOLCS. Kvůli strombolským erupcím v červnu 2016 byla kvůli produkci sopečného popelu přerušena letecká doprava v oblasti. Poslední eruptivní fáze začala v říjnu 2024 a nyní (srpen 2025) nadále probíhá. Poměrně silná exploze se objevila 8. dubna 2025. Erupční sloupec dosáhl výšky 4 kilometrů a malý pyroklastický proud urazil na jižním svahu vzdálenost 1 kilometr.

## Poloha
Sopka se nachází 510 km jihovýchodně od filipínského hlavního města Manily, jejím vrcholem prochází hranice mezi provinciemi Negros Occidental a Negros Oriental. Základna sopečného kužele má průměr 30 km, nedaleko od ní leží město Canlaon City. V okolí byl zřízen přírodní park Mount Kanlaon Natural Park o rozloze 248,5 km². Kanlaon patří mezi ultraprominentní vrcholy, výstup se doporučuje jen zkušeným horolezcům. Na vrcholu se nachází protáhlá kaldera se dvěma krátery: Lugud je aktivní, Margaja Valley je vyplněno jezírkem. V Mambukalu byly zřízeny lázně, využívající místní horké prameny.
Sopka hrála významnou roli v původním domorodém náboženství, byla pojmenována podle nejvyššího boha Laona a konaly se zde každoroční rituály, které měly zajistit dobrou úrodu.

## České turistické značení
Na sopce Mt. Kanlaon bylo v roce 2016 zavedeno české turistické značení vedoucí z obce Guintubdan, vyznačené studenty Mendelovy univerzity v Brně. V roce 2017 byly přidány další nové trasy včetně trasy na vrchol.

## Galerie

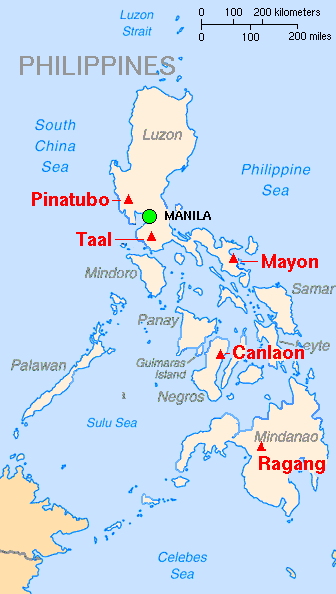
Mapa Filipín s významnými aktivními sopkami.
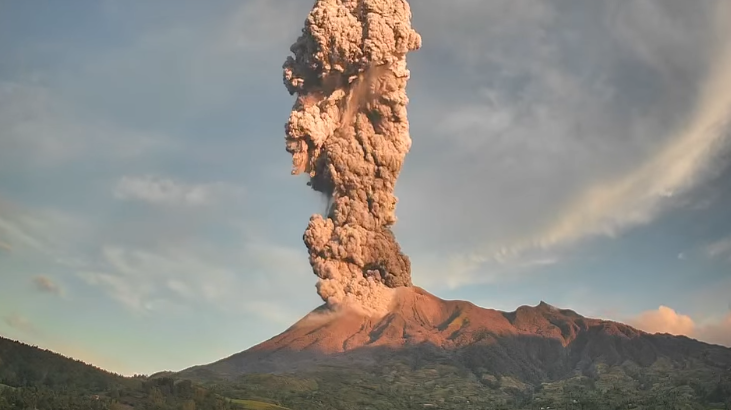
Erupční sloupec při erupci 8. dubna 2025.